# Prix Europa-Littérature
Le Prix Europa-Littérature a été décerné par la Fondation Internationale pour le Rayonnement des Arts et des Lettres (Genève) en été, de 1978 à 1982, à l'hôtel Majestic de Cannes. Président Yves Piaget, soirées de remise animées par Michel Bertrand. Firent partie du jury Marcel Jullian, Milena Nokovitch...

## Lauréats
- 1978 : Jacques Bergier, pour Je ne suis pas une Légende (ed. Retz) (7 août)
- 1979 : René Barjavel, pour l'ensemble de son œuvre et le rayonnement de la langue française
- 1980 : Louise Weiss, pour son œuvre
- 1981 : Ernst Jünger, pour son œuvre
- 1982 : Milan Kundera, pour son œuvre